# 7aum Arivu
『7aum Arivu』は、2011年に公開されたインドのタミル語映画。A・R・ムルガダースが監督を務め、スーリヤ、シュルティ・ハーサン、ジョニー・チー・グエンが出演している。
2011年10月25日にチェンナイで公開され、テルグ語吹替版は『7th Sense』のタイトルでタミル語版と共に公開された。2014年にはヒンディー語吹替版が『Chennai v/s China』のタイトルで公開され、マラヤーラム語吹替版はオリジナルタイトルのまま公開された。『7aum Arivu』は南インド映画商業会議所がアカデミー国際長編映画賞インド代表作品候補作品の一つとして選出している。

## キャスト
- 達磨、アラヴィンド - スーリヤ
- スーバ・スリニヴァサン - シュルティ・ハーサン
- ドン・リー - ジョニー・チー・グエン（英語版）
- アラヴィンドの友人 - ギネス・パクル（英語版）
- 達磨の妻 - アビナヤ（英語版）
- アラヴィンドの叔父 - イラヴァラス（英語版）
- アシュウィン - アシュウィン・カクマヌ（英語版）
- マラーティー - ダニヤ・バーラクリシュナ（英語版）
- ニシャ - ミシャ・ゴシャル（英語版）
- 女王 - ウルミラ・ウンニ（英語版）
- アヴィナシュ（英語版）
- アーナンド・シャンカル（英語版）

## 製作

### キャスティング
当初、スーリヤは5-6世紀の中国を舞台に3役（雑技団員、科学者、仏僧）を演じると報じられていた。最終的に科学者役にはシュルティ・ハーサンが起用され、スーリヤは現代のサーカス団員と5世紀中国の達磨を演じることになった。悪役にはベトナム人俳優・格闘家のジョニー・チー・グエンが起用され、この他にカンナダ語映画俳優のアヴィナシュとアビナヤが出演する。

### 脚本
クリストファー・ノーランの『インセプション』に影響を受けていると報じられているが、A・R・ムルガダースは報道を否定し、『インセプション』の公開前から撮影が行われていたと反論している。また、『チャンドニー・チョーク・トゥ・チャイナ』のリメイクという報道についても否定しており、『7aum Arivu』はハリウッドの『Perfume』のコンセプトに近いオリジナル脚本であると語っている。

### 撮影
第1スケジュールの撮影は中国で行われ、15分間のシーンに1億5000万ルピーの費用が投じられた。その後はティルチラーパッリやアムパ・スカイウォークで撮影が行われ、ベサント・ナガルでは「Oh Ringa Ringa」の歌曲シーン撮影のために1000人のジュニア・アーティストが動員され、ペランバーではスタントシーンが撮影された。スタントシーンの撮影中にスーリヤが足首を負傷したため、同シーンの撮影が3日間延期された。スーリヤはカンフーアクションのシーンを撮影するため、撮影監督のラヴィ・K・チャンドランの勧めに応じて16日間かけて筋力トレーニングを行っている。スーリヤとシュルティの衣装はシャビナ・カーンがデザインを手掛け、彼女はバンコク・香港での撮影にも同行している。タイ王国では「Mun Andhi」の歌曲シーンを撮影している。報道ではタイムマシンが登場するとされていたが、実際には登場しなかった。視覚効果はレガシー・エフェクツが手掛けており、1億ルピーの費用が投じられた。同社がインド映画の視覚効果を手掛けたのは、『ロボット』に続き2作品目である。